# Paracheilinus cyaneus
Paracheilinus cyaneus är en fiskart som beskrevs av Kuiter och Allen, 1999. Paracheilinus cyaneus ingår i släktet Paracheilinus och familjen läppfiskar. IUCN kategoriserar arten globalt som livskraftig. Inga underarter finns listade i Catalogue of Life.